# Refugee Voices
"Refugee Voices" ist die Oral-History-Sammlung der britischen Association of Jewish Refugees (AJR). Sie enthält 280 lebensgeschichtliche Video-Interviews von in Großbritannien lebenden jüdischen Überlebenden des Nationalsozialismus. Das Archiv umfasst insgesamt 450 Interviewstunden. Das Projekt wurde 2003 von der Organisation in Auftrag gegeben und von Dr. Anthony Grenville und Dr. Bea Lewkowicz geleitet. Es wurden hauptsächlich Personen befragt, die noch nicht oder erst selten im Rahmen anderer Projekte interviewt wurden. Die Interviews wurden in englischer Sprache geführt.
Die Interviewten sind zumeist selbst Mitglieder der AJR. Sie wurden zum großen Teil in Deutschland und Österreich geboren und sind während oder nach dem Nationalsozialismus nach Großbritannien immigriert.
Neben dem Leben im nationalsozialistischen Deutschland und in den von Deutschland besetzten Ländern schildern die Interviews insbesondere Migrations- und Exilerfahrungen. Die Interviewten sprechen über Fluchtversuche und Kindertransporte, die Trennung von Familienangehörigen, die Ankunft in einem fremden Land und das Erlernen einer neuen Sprache, das Leben mit der Erinnerung an Heimat und Familie und die Bewältigung des Lebensalltags in Großbritannien während und nach dem Krieg. Ein besonderer Fokus der Interviews liegt auf Berichten über die Emigrationserfahrungen und die Eingliederung in die britische Gesellschaft.

## Aufbereitung der Interviews
Das Archiv ist speziell auf die Nutzung in Bildung und Forschung ausgerichtet. Die Video-Interviews sind vollständig transkribiert. Die Transkriptionen sind mit einem Timecode versehen, der ein einfaches Auffinden der entsprechenden Stellen in den Video-Aufzeichnungen und umgekehrt ermöglicht. Zusätzlich finden sich in einer Datenbank biografische Informationen zu den Interviewten, die in 44 unterschiedlichen Kategorien, wie z. B. Geburtsort, Beruf, Migrationsweg und Konzentrationslager strukturiert sind. Zudem existiert zu jedem Interview eine Zusammenfassung, Standbilder zeigen Fotos von Familienangehörigen, Bekannten und Freunden sowie andere relevante Gegenstände und Dokumente.